# Heteropterys canaminensis
Heteropterys canaminensis là một loài thực vật có hoa trong họ Malpighiaceae. Loài này được (Rusby) Nied. mô tả khoa học đầu tiên năm 1928.